# Porto de Valência
O Porto de Valência é um porto localizado na cidade de Valência, na Espanha.